# Fonologia
La fonologia és la ciència que estudia els fonemes, les classes de sons considerats distintius en un sistema lingüístic concret, i les relacions entre ells. És una branca de la filologia i té relació amb la síntesi de la veu i la lingüística computacional. Estableix quins són els fonemes d'una determinada llengua, és a dir, els sons distintius que serveixen com a trets bàsics per a diferenciar unes paraules d'altres. També estudia els fenòmens de contacte entre els sons i la seva constitució en síl·labes. La transcripció fonològica dels fonemes es posa entre // per distingir-la de la fonètica, dels fons, entre claudàtors [ ].

## Desenvolupament i adquisició del sistema fonològic
La fonologia estudia el contacte entre els sons d'una paraula, ens posa en alerta quan un nen té problemes fonològics importants i li cal un tractament logopèdic individualitzat. Fins als tres primers anys de vida els infants aprenen el codi lingüístic i sovint trobem assimilacions, omissions i substitucions de caràcter no estable però cal vigilar-ne l'evolució. Més enllà dels quatre anys les omissions de les consonants inicials i intervocàliques ja no es consideren evolutives i és convenient fer una valoració del seu perfil fonològic (La prova del desenvolupament fonològic de Laura Bosch és un test molt adequat). Si s'observen trets greus en el perfil, cal recomanar un tractament logopèdic. El nen que frontalitza els sons i transforma les velars (/c/ /g/) i la fricativa (/s/) en el fonema /t/ necessita una intervenció aviat. Als cinc anys són processos fonològics preocupants la simplificació dels grups consonàntics directes, la no diferenciació entre els sons /l/ /r/ /d/, l'omissió de consonants i síl·labes inicials i la simplificació de diftongs. Als sis anys el desenvolupament fonològic ha d'estar completat perquè és necessari per a l'adquisició de la lectoescriptura.